# Gnathonarium
Gnathonarium là một chi nhện trong họ Linyphiidae.